# Port lotniczy Riwon
Port lotniczy Riwon (kor. 리원비행장) – port lotniczy położony w powiecie Riwŏn w prowincji Hamgyŏng Południowy w Korei Północnej. Użytkowany w celach wojskowych.

## Drogi startowe i operacje lotnicze
Operacje lotnicze wykonywane są z asfaltowej drogi startowej:
- RWY 11/29, 2484 × 39 m